# Rhabdomastix beckeri
Rhabdomastix beckeri là một loài ruồi trong họ Limoniidae. Chúng phân bố ở miền Cổ bắc.